# Charidotella obnubilata
Charidotella obnubilata es un coleóptero de la familia Chrysomelidae.
Fue descrita científicamente en 1921 por Weise.